# أوراق الموت (مسلسل)
أوراق الموت (بالإنجليزية: Death Papers)‏ هو مسلسل تلفزيوني ياباني  بدأ عرضه على نتفليكس في 1 ديسمبر. المسلسل من إخراج وبطولة  كينتو يامازاكي، نيجيرو موراكامي ، تاو تسوتشيا.

## طاقم العمل
- كينتو يامازاكي
- تاو تسوتشيا
- نيجيرو موراكامي

## روابط خارجية
- الموت/ أوراق الموت في روتن توميتوز.